# Lac Jacques-Cartier
Pour les articles homonymes, voir Jacques Cartier (homonymie).
Le lac Jacques-Cartier, source principale de la rivière Jacques-Cartier, est un lac glaciaire situé dans la réserve faunique des Laurentides, à environ 90 km au nord de la ville de Québec, dans le territoire non organisé de Lac-Jacques-Cartier, dans la municipalité régionale de comté (MRC) La Côte-de-Beaupré, dans la région administrative de la Capitale-Nationale, dans la province de Québec, au Canada.
La zone autour du lac est desservie par la route 175 qui passe sur la rive ouest, pour les besoins de la foresterie et des activités récréotouristiques.
La foresterie constitue l'activité économique principale de ce secteur ; les activités récréotouristiques, en second.
La surface du lac Jacques-Cartier est habituellement gelée du début de décembre à la fin mars, toutefois la circulation sécuritaire sur la glace se fait généralement de la mi-décembre à la mi-mars.

## Géographie
Les principaux bassins versants voisins du lac Jacques-Cartier sont :
- côté nord : rivière Pikauba, lac des Pas Perdus, lac Verchères, lac Jacqueline, lac Franchère ;
- côté est : rivière Montmorency, rivière Malbaie, lac Malbaie, lac des Neiges, rivière du Gouffre, rivière à la Loutre ;
- côté sud : rivière Montmorency, lac Sept-Îles, rivière Jacques-Cartier, rivière Jacques-Cartier Nord-Ouest, rivière Sautauriski ;
- côté ouest : lac Beauséjour, rivière Launière, lac Banville.

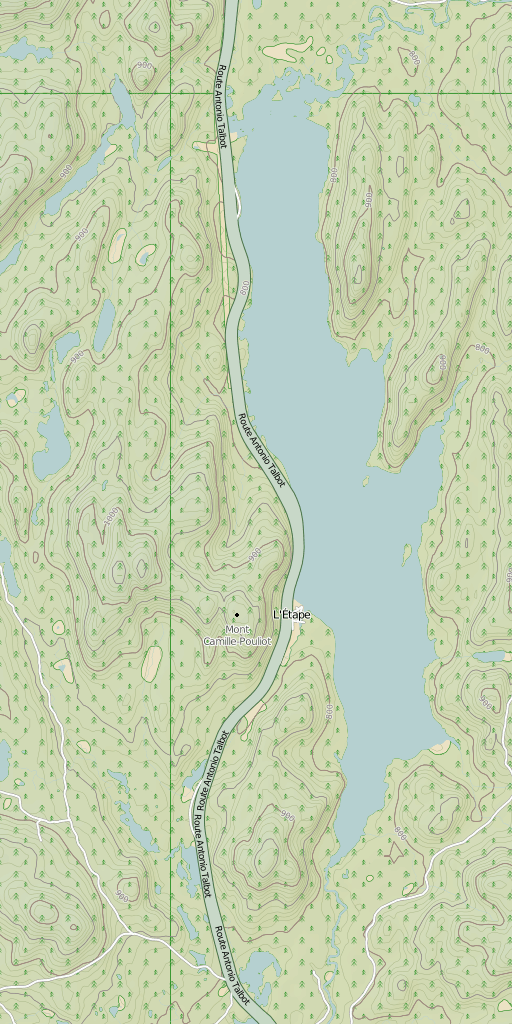
Carte du lac

Le lac est situé dans le territoire non organisé de Lac-Jacques-Cartier. Le lac Nadreau constitue le plan d'eau de tête de la rivière Jacques-Cartier. Ce lac reçoit les eaux du côté ouest de deux petits lacs : lac Plamondon (altitude : 844 m) et un lac sans nom (862 m). Le lac Nadreau se décharge sur 180 m vers le nord dans le lac Grandpré (altitude : 847 m). Ce dernier se décharge vers l'ouest dans le "lac Petit Pré" (long de 440 m ; altitude : 838 m).
À partir de l'embouchure du "Lac Petit Pré", la rivière Jacques-Cartier coule sur 15,6 km vers le nord-ouest dans le comté de Montmorency pour atteindre le lac Jacques-Cartier.
Le lac Jacques-Cartier, d'une longueur de 9,2 km, d'une largeur moyenne de 1,8 km et d'une profondeur de 69 m, est le plus grand lac de la réserve faunique des Laurentides,. À une altitude d'environ 795 m, il voisine, à l'est, le mont Camille-Pouliot (1 006 m). À son extrémité sud, se trouve un barrage hydroélectrique, construit en 1922.
Entre le lac et le mont, passe le boulevard Talbot (ou route 175), de même qu'une halte routière appelée L'Étape.

## Attraits
Dans ce lac, on peut y pêcher de la truite grise (touladi,).
Il existe aussi le « Petit lac Jacques-Cartier » (47° 24′ 21″ N, 71° 31′ 47″ O). C'est pourquoi on a longtemps parlé du Grand lac Jacques-Cartier pour le distinguer du Petit.

## Galerie

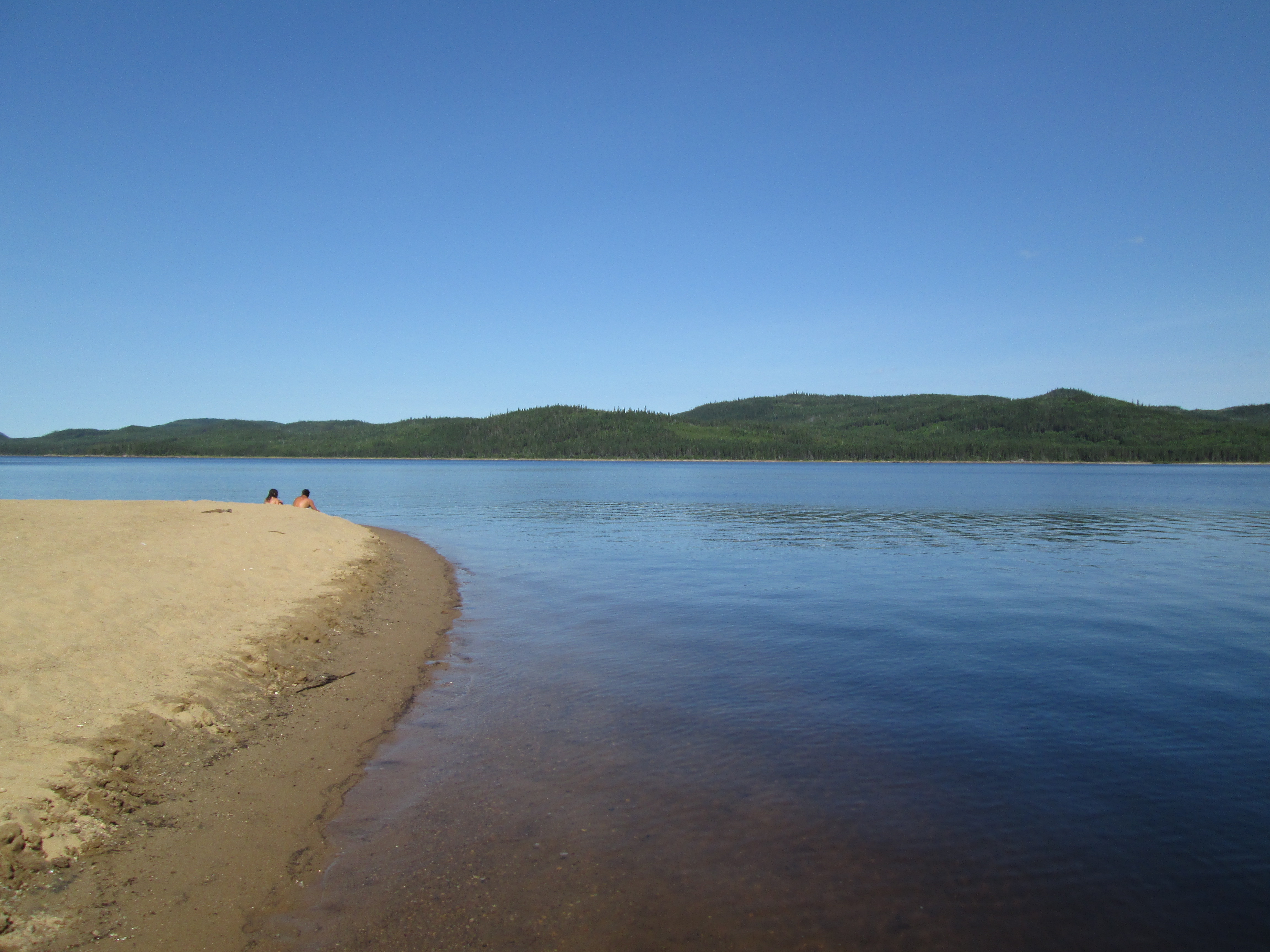
Plage du lac Jacques-Cartier
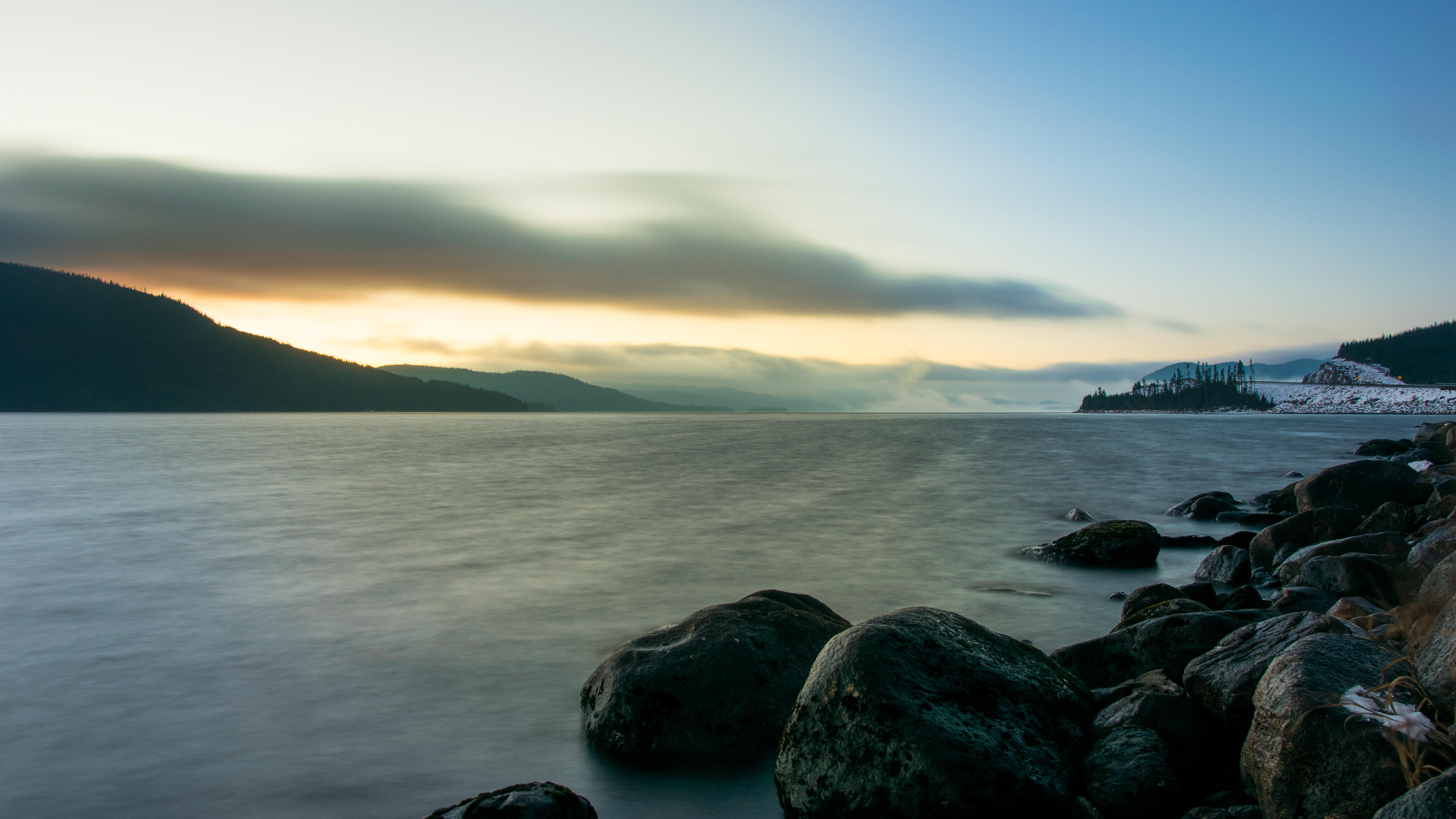
Lac Jacques-Cartier au lever de soleil

## Toponymie

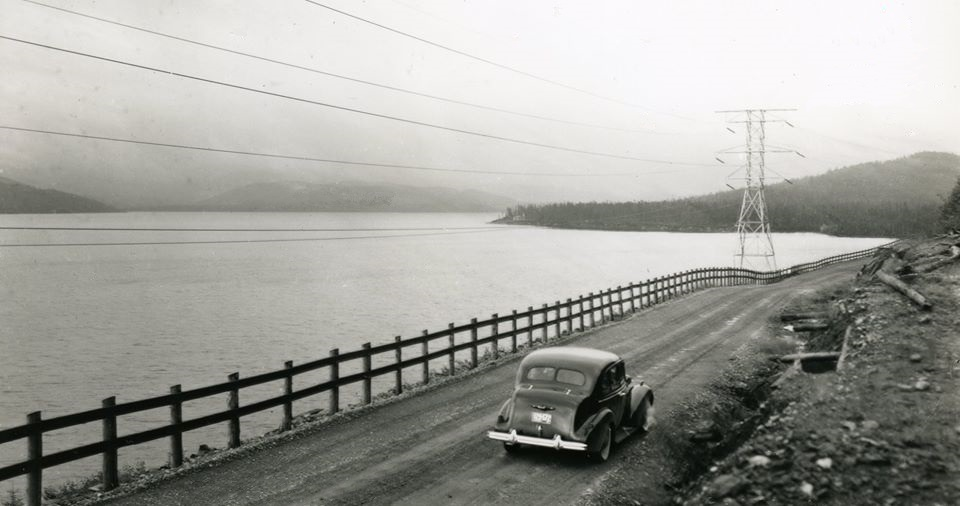
Le lac Jacques-Cartier, en 1938.

Jacques Cartier (Saint-Malo, France, 1491 – Saint-Malo, 1557), explorateur et navigateur, effectue trois voyages au Canada entre 1534 et 1542. Il s'aventure au Nouveau Monde en 1534, chargé par François Ier de trouver de l'or et un passage vers l'Asie. Il explore l'île d'Anticosti, le golfe du Saint-Laurent et, le 24 juillet, il érige une croix dans la baie de Gaspé en signe d'appropriation des lieux. Au cours de son second périple, en 1535, Cartier remonte le fleuve Saint-Laurent jusqu'à Hochelaga (Montréal) et il passe un hiver difficile à Stadaconé (Québec). Enfin, en 1541, sous les ordres de Roberval, Cartier tente d'établir la première colonie française en Amérique. Il se fixe à l'embouchure de la rivière Cap-Rouge qu'il nomme Charlesbourg-Royal. Cartier quitte la colonie en juin 1542, alors que Roberval est en route pour le Canada. Ils se rencontrent à Terre-Neuve, et Cartier choisit de retourner à Saint-Malo. Premier cartographe du Saint-Laurent, il reconnaît que l'or et les diamants trouvés s'avèrent être de la pyrite de fer et du quartz.
Le toponyme "lac Jacques-Cartier" a été officialisé le 5 décembre 1968 par la Commission de toponymie du Québec.